# 結界師 黒芒楼襲来
『結界師 黒芒楼襲来』（けっかいし こくぼうろうしゅうらい）は、2008年3月20日にバンダイナムコゲームス（バンダイレーベル）から発売されたニンテンドーDS用ゲームソフト。

## 概要
前作『結界師 烏森妖奇談』の続編である。黒芒楼編のストーリーとなっている。前作のような昼間の学校での妖の情報集めが無くなり、プレイヤーは自在に良守・時音を交代で使えるようになっている。バトル中心であるため、本編で登場した松戸平介・影宮閃といった一部のキャラクターは登場しない。

## 登場人物
墨村良守（すみむら よしもり）
結界の大きさ・ジャンプ力に優れる。多重結界は二重が限界。良守にしか滅せない妖も登場する。ゲージが満タンになると、限の登場しないときには棒結界（原作では使用しない）、限の登場時には、限がサポートに現れる。
斑尾（まだらお）

雪村時音（ゆきむら　ときね）
結界形成速度・移動スピードに優れる。多重結界にもすぐれる。結界生成速度の速さ・多重結界から、非常に使いやすい。ただし、良守の結界では防げる攻撃が時音の結界では防げないものもあるので注意。
白尾（はくび）

志々尾限（ししお げん）
良守のゲージが満タンになるとサポートキャラとして登場可能。場面を飛び回り妖に攻撃する（ただし滅しきれない場合が多い）。ボス戦では彼の存在が不可欠の場合がある。
墨村正守（すみむら まさもり）
良守・時音の長所を兼ね備える結界師。ストーリーモードを一回クリアすると使用可能となるキャラクター。ゲージが満タンになると、一定時間触れた妖を消し飛ばす絶界が使用可能となる。
黒姫（くろひめ）

## モード
- ストーリーモード - 黒芒楼編終了までのストーリー。
- ミニゲーム
- チャレンジモード - 良守・時音を使い、最短時間での全ボス撃破を競う。
- スコアアタック